# Liste der Kulturdenkmäler in Niederalben
In der Liste der Kulturdenkmäler in Niederalben sind alle Kulturdenkmäler der rheinland-pfälzischen Ortsgemeinde Niederalben aufgeführt. Grundlage ist die Denkmalliste des Landes Rheinland-Pfalz (Stand: 6. September 2022).

## Denkmalzonen
| Bezeichnung        | Lage                | Baujahr | Beschreibung | Bild |
| ------------------ | ------------------- | ------- | --- | ---- |
| Denkmalzone Im Eck | Im Eck 1 und 3 Lage | ab 1355 | Häusergruppe aus Hofanlage (Wohnhaus und freistehende Scheune) von 1893 und Evangelischer Kirche, 1355 und 1772 | BW   |

## Einzeldenkmäler
| Bezeichnung         | Lage                                    | Baujahr | Beschreibung | Bild                           |
| ------------------- | --------------------------------------- | ------- | --- | ------------------------------ |
| Evangelische Kirche | Im Eck 3 Lage                           | um 1355 | Saalbau, eingezogener Fünfachtelchor, im Kern um 1355 (dendrodatiert), Umbau 1772, Dachreiter um 1901; mit Ausstattung, Stumm-Orgel um 1800 | weitere Bilder Fotos hochladen |
| Quereinhaus         | südlich des Ortes (Neuwirtshaus 3) Lage | 1789    | Quereinhaus, Putzbau mit Krüppelwalm, 1789, Umbau 1856                                                                                      | BW                             |
| Quereinhaus         | südlich des Ortes (Neuwirtshaus 5) Lage | 1747    | Quereinhaus mit Treppengiebel, 1747, rückwärtiger Flügel jünger                                                                             | BW                             |